# Kolonnawa
Kolonnawa (syng. කොලොන්නාව, tamil. கொலன்னாவ) – miasto w Sri Lance, w prowincji Zachodnia.